# 原始家族フリントストーン
原始家族フリントストーン（げんしかぞくフリントストーン、原題：The Flintstones）は、アメリカ製テレビアニメ。ハンナ・バーベラ・プロダクション製作。全166話。
「Flint」は燧石（火打石）を意味する。登場人物は原始人であるが、多くの恐竜を使役し様々な石器を用いた、奇妙に現代的な生活や社会を描いたホームコメディ。

## 概略
本作は、1950年代に放送されていたテレビドラマ『ザ・ハネムーナーズ』（The Honeymooners）をもとに制作された（同作に主演していたジャッキー・グリーソンは、このアニメ作品について告訴を考えたものの断念した）。
アメリカではABCにて1960年9月30日から1966年4月1日まで放送。続編及びスピンオフ作品が数多く制作されている。日本では1961年6月からフジテレビで『恐妻天国』（野田醤油（現・キッコーマン）一社提供）、1963年7月から『ソーラ来た来た』の題名で放映された。
1980年代にはほのぼのレイクのイメージキャラクターに採用されたことから、番組名も『ほのぼの家族』のタイトルでUHF独立局等で放映、新録音製作された。その後もカートゥーン ネットワークなどを通じて幾度も再放送されている。東京12チャンネル（現：テレビ東京）、CBCテレビ（1965年頃『がんばれフレッド（関敬六バージョン）』と1971年頃『新・原始家族（大平透バージョン）』）、BSジャパン（現：BSテレビ東京）、BS日テレでも再放送された。
また、成長したペブルスとバンバンが登場する本作のスピンオフ作品『行け行けバンバン恐竜天国』(原題：The Pebbles and Bamm-Bamm Show)がある。

## 日本での放送時間
| 放送局                           | 放送期間                       | 放送時間                            | 備考                       |
| 恐妻天国                         | 恐妻天国                       | 恐妻天国                            | 恐妻天国                   |
| -------------------------------- | ------------------------------ | ----------------------------------- | -------------------------- |
| フジテレビ                       | 1961年6月11日 - 1961年6月25日  | 日曜20:30 - 21:00                   | [ 5 ] [ 6 ]                |
| フジテレビ                       | 1961年7月2日 - 1962年3月25日   | 日曜20時00分 - 20時30分             | [ 5 ] [ 7 ]                |
| フジテレビ                       | 1962年4月3日 - 6月26日         | 火曜21時45分 - 22時15分             | [ 8 ]                      |
| TBS                              | 1965年3月7日 - 10月10日        | 日曜 10:00 - 10:30                  | [ 9 ] [ 10 ]               |
| TBS                              | 1966年1月5日 - 1966年1月28日   | 水曜 - 金曜⇒月曜 - 金曜 8:00 - 8:30 | [ 11 ] [ 9 ]               |
| TBS                              | 1968年12月15日 - 1969年8月3日  | 日曜日 24:25 - 24:55⇒23:15 - 24:25  | [ 12 ] [ 9 ]               |
| こんにちはフレッド、やあバーニィ |                                |                                     |                            |
| フジテレビ                       | 1962年9月5日時点               | 水曜 19:30 - 20:00                  |                            |
| 関西テレビ                       | 1962年7月4日時点               | 水曜 19:30 - 20:00                  | こんにちはフレッドバーニー |
| ソーラ来た来た                   |                                |                                     |                            |
| フジテレビ                       | 1963年7月6日 - 1963年10月19日  | 土曜19:30 - 20:00                   | [ 5 ]                      |
| おかしなおかしな原始家族         |                                |                                     |                            |
| 東京12チャンネル                 | 1977年8月25日 - 9月23日        | 月曜 - 土曜 18時45分 - 19時15分     | [ 13 ] [ 14 ]              |
| ほのぼの家族                     |                                |                                     |                            |
| KBS京都                          | 1983年10月6日 - 不明           | 火曜 23時00分 - 23時30分            | [ 2 ]                      |
| サンテレビ                       | 1983年10月10日 - 1984年9月24日 | 月曜 23時15分 - 23時45分            | [ 15 ]                     |
| 岐阜放送                         | 不明                           | 土曜 22時55分 - 23時25分            |                            |

## 登場人物
フレッド・フリントストーン（Frederick Joseph "Fred" Flintstone）
フリントストーン家の大黒柱。原始時代のサラリーマン。毎回オープニングでは「ヤバダバドゥー!」と叫んでいる。
ウィルマ・フリントストーン（Wilma Flintstone）
フレッドの妻。
バーニー・ラブル（Barney Rubble）
フリントストーン家の隣人でフレッドの親友。同じくサラリーマン。
ベティ・ラブル（Betty Rubble）
バーニーの妻。
ペブルス・フリントストーン（Pebbles Flintstone）
フリントストーン家の長女。後の作品ではバンバンと結婚し2子をもうける。
バンバン・ラブル（Bamm-Bamm Rubble）
ラブル家の長男。名前は怪力で、棍棒で床や机を叩くことから。
ディノ（Dino）
フリントストーン家のペットの恐竜。

## 担当声優

### 英語オリジナル版
| キャラクター | 担当声優                         | 担当作品                                                                            |
| ------------ | -------------------------------- | ----------------------------------------------------------------------------------- |
| フレッド     | アラン・リード                   | TVシリーズ                                                                          |
| フレッド     | ヘンリー・コーデン               | 長編作品「原始家族フリントストーンのヤバ・ダバ・ドゥー」など                        |
| フレッド     | ジェフ・バーグマン               | 長編作品「原始家族フリントストーンのレッツ・ロカプルコ」 スペース・プレイヤーズなど |
| ウィルマ     | ジャン・ヴァンデ・ピル           | TVシリーズ                                                                          |
| ウィルマ     | クリステン・ジョンストン         | 映画『フリントストーン2/ビバ・ロック・ベガス』                                      |
| ウィルマ     | トレス・マクニール               | テレビアニメ『ジョニー・ブラボー』（ゲスト出演）                                    |
| バーニー     | メル・ブランク                   | TVシリーズ（シーズン1)                                                              |
| バーニー     | ドーズ・バトラー                 | TVシリーズ（シーズン2)                                                              |
| バーニー     | ハミルトン・キャンプ             | スピンオフ作品「The Flintstone Kids」（日本未放送）など                             |
| バーニー     | フランク・ウェルカー             | 長編作品「原始家族フリントストーンのクリスマスキャロル」など                        |
| バーニー     | スティーヴン・ボールドウィン     | 映画『フリントストーン2 ビバ・ロック・ベガス』                                      |
| バーニー     | ケビン・マイケル・リチャードソン | 長編作品『原始家族フリントストーンのレッツ・ロカプルコ』                            |
| ベティ       | ビー・ベナデレット               | TVシリーズ（シーズン1 - シーズン4）                                                 |
| ベティ       | ゲイリー・ジョンソン             | TVシリーズ（シーズン5 - シーズン7）                                                 |
| ベティ       | ゲイ・オターソン                 | スピンオフ作品「行け行けバンバン恐竜王国」など                                      |
| ベティ       | BJ・ウォールド                   | 長編作品「原始家族フリントストーンのクリスマスキャロル」                            |
| ベティ       | グレイ・デライル                 | テレビアニメ「ジョニー・ブラボー」（ゲスト出演）                                    |
| ベティ       | ジェーン・クラコフスキー         | 映画『フリントストーン2 ビバ・ロック・ベガス』                                      |
| ペブルス     | ジャン・ヴァンデ・ピル           | TVシリーズ                                                                          |
| ペブルス     | サリー・ストラザース             | スピンオフ作品「行け行けバンバン恐竜王国」                                          |
| バンバン     | ドン・メシック                   | TVシリーズ                                                                          |
| バンバン     | ジェイ・ノース                   | スピンオフ作品「行け行けバンバン恐竜王国」                                          |
| ディノ       | メル・ブランク                   | TVシリーズ                                                                          |
| ディノ       | フランク・ウェルカー             | 長編作品「原始家族フリントストーンのクリスマスキャロル」など                        |

### 日本語吹き替え版
| フレッド       | 大平透                   | 金原亭馬の助 (初代)      | 関敬六               | 近石真介 | 山崎唯                                                         | 滝口順平                                            | 神山卓三 関敬六                           | 北川勝博                                              | 北川勝博                                       | 北川勝博                                                                                      |
| ウィルマ       | 成田光子→小原乃梨子      | ?                        | 栗葉子               | ?        | 久里千春                                                       | 高島雅羅                                            | 佐々木優子 栗葉子 安居万里                | 幸田直子                                              | 幸田直子                                       | 幸田直子                                                                                      |
| バーニー       | 田の中勇                 | ?                        | 藤村俊二             | ?        | 東八郎                                                         | 辻村真人                                            | 田の中勇 藤村俊二                         | 金子由之                                              | 金子由之                                       | 金子由之                                                                                      |
| ベティ         | 向井真理子               | ?                        | 高杉祐三子           | ?        | 天地総子                                                       | 鶴ひろみ                                            | 富沢美智恵 高杉祐三子 不明                | 定岡小百合                                            | 定岡小百合                                     | 定岡小百合                                                                                    |
| ペブルス       | ?                        | ?                        | 岸昌美               | ?        | ?                                                              | -                                                   | ?                                         | 岸昌美                                                | 増田ゆき                                       | 増田ゆき                                                                                      |
| バンバン       | ?                        | ?                        | ?                    | ?        | TARAKO                                                         | -                                                   | ?                                         | -                                                     | 柳知樹                                         | 鈴木正和                                                                                      |
| ディノ         | ?                        | ?                        | ?                    | ?        | 龍田直樹                                                       | -                                                   | ?                                         | -                                                     | 小形満                                         | 小形満                                                                                        |
| その他         | 緒方賢一                 |                          | たこ八郎             |          | 緒方賢一 巴菁子 中尾隆聖 八奈見乗児 北村弘一 辻村真人 福士秀樹 | 緒方賢一 郷里大輔 伊井篤史 小室正幸 巴菁子 亀山助清 | 平野正人 鈴木れい子 峰恵研 曽我部和恭     | 辻親八 小谷津央典 桜井敏治 羽鳥靖子 奥田啓人 佐藤晴男 | 楠見尚己 丁田政二郎 横尾博之 奥島和美 浜田賢二 | 秋元羊介 谷育子 喜田あゆみ 高瀬右光 小野塚貴志 浜田賢二 小上裕通 奥田俊彦 浜野ゆうき 水間真紀 |
| 翻訳           |                          |                          | 高見一               |          |                                                                |                                                     | 矢田尚→高見一                             | 村治佳子                                              | ジョーゲンセン由美子                           | ジョーゲンセン由美子                                                                          |
| 演出           |                          |                          | 高桑慎一郎           |          |                                                                |                                                     | 高桑慎一郎                                | 二瓶紀六                                              | 二瓶紀六                                       | 二瓶紀六                                                                                      |
| 脚本           | 坂西志保（監修）         |                          | 団鬼六               |          |                                                                |                                                     | 高桑慎一郎                                |                                                       |                                                |                                                                                               |
| 録音           |                          |                          |                      |          |                                                                |                                                     |                                           | 吉本晋                                                | 荒井孝                                         | 荒井孝                                                                                        |
| 調整           |                          |                          |                      |          |                                                                |                                                     |                                           | 吉本晋                                                | 高久孝雄                                       | 荒井孝                                                                                        |
| 制作担当       |                          |                          |                      |          |                                                                |                                                     |                                           | 小野寺徹 高橋澄 丸山晋                                | 小野寺徹 百武雷太                              | 小野寺徹 百武雷太                                                                             |
| プロデューサー |                          |                          |                      |          |                                                                |                                                     |                                           | 伊藤文子                                              | 伊藤文子                                       | 伊藤文子                                                                                      |
| 製作協力       |                          |                          |                      |          |                                                                |                                                     | 青二企画→千代田プロダクション             |                                                       |                                                |                                                                                               |
| 日本語版製作   | ?                        | ?                        | 千代田プロダクション |          | ?                                                              | 大映                                                | 日本コロムビア→ダックスインターナショナル | カートゥーン ネットワーク 東北新社                    | カートゥーン ネットワーク 東北新社             | カートゥーン ネットワーク 東北新社                                                            |
| 初放送日       | 1961年6月 （フジテレビ） | 1963年7月 （フジテレビ） | 不明 （CBCテレビ）   | 不明     | 1980年代 （番組販売）                                          | -                                                   | -                                         |                                                       |                                                |                                                                                               |

- 担当作品不明（ウィルマ役） - 香椎くに子

## 主題歌
『The Flinstones Theme Song』
シーズン4から使われているテーマソング、アニメーション映像はシーズン4（茶色い恐竜が出てくるバージョンとぺブルス・オンリーバージョン）とシーズン5（フレッドが車でフリントストーン一家へ向かうだけのバージョン）で異なる。ほのぼの家族では日本語版主題歌になっている。

## 各話リスト

### 恐妻天国

#### フジテレビ版
| #        | エピソード（日本語）     | エピソード（英語）                | 放送日         |
| -------- | ------------------------ | --------------------------------- | -------------- |
| 1（1）   | ボーリング場に針路を取れ | The Flinstone Flyer               | 1961年 6月11日 |
| 2（7）   | 俺たちは子守りじゃない   | The Babysitters                   | 6月18日        |
| 3（2）   | 奥様、魔法をどうぞ       | Hot Lips Hannigan                 | 6月25日        |
| 4        | 倍増されたプレゼント     |                                   | 7月2日         |
| 5（3）   | プールに飛び込め!        | The Swimming Pool                 | 7月9日         |
| 6        | 略奪された大穴           | At the Races                      | 7月16日        |
| 7        | 情無用の奴ら             |                                   | 7月23日        |
| 8        | スターになる季節         |                                   | 7月30日        |
| 9（11）  | ゴルフ戦線異状あり       | The Golf Champion                 | 8月6日         |
| 10（12） | 大当たりを捕まえろ!      | The Sweepstakes Ticket            | 8月13日        |
| 11       | 石頭を叩け!              |                                   | 8月20日        |
| 12（13） | 奥様は旅がお好き         | The Drive-In                      | 8月27日        |
| 13       | 現ナマに手を出すな!      |                                   | 9月3日         |
| 14       | 逃げ出した結婚記念日     |                                   | 9月10日        |
| 15       | 滑らかに踊れ!            |                                   | 9月17日        |
| 16       | 深く静かに眠れ           |                                   | 9月24日        |
| 17（21） | 岩に隠れたラブレター     | Love Letters on the Rocks         | 10月1日        |
| 18（36） | セイ年よ、大志をいだけ!  | Flintstone of Prinstone           | 10月8日        |
| 19       | イカれる二人の男         |                                   | 10月15日       |
| 20（17） | 強盗退治                 | The Big Bank Robbery              | 10月22日       |
| 21       | キャンプ行進曲           |                                   | 10月29日       |
| 22       | 進め!隊長                |                                   | 11月5日        |
| 23（28） | コマーシャルは辛い       | Fred Flintstone: Before and After | 11月12日       |
| 24（27） | 貸し間ありマス           | Rooms for Rent                    | 11月19日       |
| 25（17） | 間抜けな週末             | The Long, Long Weekend            | 11月26日       |
| 26（23） | 逃げ出せ新兵             | The Astrs' Nuts                   | 12月3日        |
| 27（6）  | ラドンが街へやってきた   | The Monster from the Tar Pits     | 12月10日       |
| 28（25） | ケーキに注意             | In the Dough                      | 12月17日       |
| 29（30） | 大いなる西部             | Droop-Along Flintstone            | 12月24日       |
| 30（29） | 上を向いて歌おうよ       | The Hit Song Writers              | 1962年 1月7日  |
| 31（32） | 犯人はあいつだ           | Alvin Brickrock Presents          | 1月14日        |
| 32（31） | バスとは辛いね           | The Missing Bus                   | 1月21日        |
| 33（35） | くたばれ！ギャング       | The Soft Touchables               | 1月28日        |
| 34（56） | 人を見たらスターと思え   | The Rock Vegas Story              | 2月4日         |
| 35（26） | ニ度目のボーイ・ハント   | The Good Scout                    | 2月11日        |
| 36       | 学問のススメ             |                                   | 4月3日         |
| 37       | にがいパーティ           |                                   | 4月10日        |
| 38       | 招いた客                 |                                   | 4月17日        |
| 39（22） | 上流社会                 | The Tycoon                        | 4月24日        |
| 40（40） | 仮装パーティ             | The Masquerade Ball               | 5月1日         |
| 41（41） | ピクニック               | The Picnic                        | 5月8日         |
| 42（43） | X線物語                  | The X-Ray Story                   | 5月15日        |
| 43       | 誤解のタネ               |                                   | 5月22日        |
| 44（45） | スター誕生直前!          | A Star is Almost Born             | 5月29日        |
| 45       | 平均点亭主               |                                   | 6月5日         |
| 46       | 間抜け騒動               |                                   | 6月12日        |
| 47（8）  | 賭博人                   | At the Races                      | 6月19日        |
| 48（10） | 美人コンテスト           | Hollyrock, Here I Come            | 6月26日        |

#### TBS版
※邦題判明分のみ
- テレビ出演の巻 1965年3月7日
- 花婿騒動 3月14日
- 大リーグ戦出場の巻 3月21日
- 謎の老婦人の巻 3月28日
- 夫を飼育するの巻 4月4日
- 宝石泥棒の巻 4月11日
- 袖ふれ合うもの巻 5月2日
- フレッド小人になる 5月9日
- ディノの家出の巻 1966年1月5日
- のど自慢騒動 1966年1月7日
- 俳優志願 1968年12月15日

### こんにちはフレッド、やあバーニィ
- こわいママがやってきた（1962年7月4日）
- 野球はごめんだ (原題：Big League Freddie、1962年9月5日)

### がんばれフレッド
VHSビデオ「原始家族～花婿騒動/謎の老婦人～」での判明分、それ以外は未確認。
- 花婿騒動（Groom）
- 謎の老婦人（Old Lady Betty）

### ほのぼの家族
一部は未判明。
| 話数 （UHF局） | 話数 （CN） | 話数 | サブタイトル （UHF局版）    | 邦題 （U-NEXT配信時）            | 原題                                                     |
| -------------- | ----------- | ---- | --------------------------- | -------------------------------- | -------------------------------------------------------- |
| 1              | 28          | 104  | 宇宙人がやってきた          | フリントストーンの未知と遭遇     | Ten Little Flintstones                                   |
| 2              |             | 102  | ドキドキテレビの時間だよ    |                                  | Peek-a-Boo Camera                                        |
| 3              | 27          | 103  | フレッドの英雄志願          | 弱虫じゃないぞ                   | Once Upon a Coward                                       |
| 4              |             | 107  | 我が家のペットはライオン    |                                  | Flintstone and The Lion                                  |
| 5              | 1           | 105  | 観光旅行に出かけたものの    | ロカプルコの楽しい休日           | Fred El Terrifico                                        |
| 6              |             | 109  | 仲良しとなり組み            |                                  | Room for Two                                             |
| 7              | ?           | ???  | フレッドはフィーバー中      |                                  | 不明                                                     |
| 8              | 5           | 113  | 思い出のホテル騒動          | 甘い思い出                       | Bachelor Daze                                            |
| 9              |             | 114  | とっかえっこ作戦            |                                  | Operation Swichover                                      |
| 10             | 17          | 115  | ぼくのペットはカンガルー    | 石器時代のカンガルー             | Hop Happy                                                |
| 11             | 4           | 112  | インスタント映画スター      | ドジラの息子                     | Son of Rockzilla                                         |
| 12             | --          | ???  | ぼくはどこへいった?         | --                               | 不明                                                     |
| ??             | 6           | 116  | 赤ちゃんになったフレッド    | フレッドはモンスター             | Monster Fred                                             |
| ??             | 18          | 117  | フレッドの大発明            | おちびさんのフレッド             | Itty Bitty                                               |
| 13             | 7           | 118  | パーティーはたのしく        | ぺブルスのバースデーパーティ     | Pebble's Birthday Partty                                 |
| 14             | 8           | 119  | フレッド、ロデオへ行く      | ベッドロックのロデオ大会         | Bedrock Roder Round-Up                                   |
| 15             | 19          | 120  | フレッドのシンデレラ物語    | 石器時代のシンデレラ             | Cinderella-Stone                                         |
| 16             | 14          | 121  | 恐怖の一夜                  | お化け屋敷はおうちじゃない       | A Haunted House Is Not A Home                            |
| 17             | 15          | 122  | ああ大冒険                  | フレッドとバーニーのスパイ大作戦 | Dr. Sinister                                             |
| 18             | 9           | 123  | お隣りさんは変り者          | へんてこりんなお隣さん           | The Gruesomes                                            |
| 19             | ??          | ???  | 不明                        | 不明                             | 不明                                                     |
| 20             | 10          | 125  | ディノの熱愛物語            | ディノとジュリエット             | Dino And Juliet                                          |
| 21             | 11          | 127  | フレッドは名レーサー        | チャンピオンは誰だ               | Indiarockolis 500                                        |
| 22             | --          | 134  | 夢いっぱい!マンション暮し   | ---                              | Moonlight and Maintenance                                |
| 23             | 3           | 110  | おしりが痛い 泥んこ綱引き   | ベティとウィルマの秘密潜入       | Ladies Nights At The Lodge                               |
| 24             | 16          | 128  | やったぜ大物賞              | 釣りは楽し                       | Adobe Dick                                               |
| 25             | --          | 130  | めざすは大空パイロット      | ----                             | Fred's Flying Lesson                                     |
| 26             | --          | 131  | セカンドカーがほしい        | ----                             | Fred's Second Car                                        |
| 27             | 12          | 132  | それ行け タイムマシーン旅行 | タイムマシン                     | Time Machine                                             |
| 28             | --          | 141  | ロックは大嫌い              | ----                             | No Biz Like Show Biz                                     |
| 29             | --          | 135  | それ行け！一日保安官        | ----                             | Sheriff for a Day                                        |
| 30             | --          | 26   | フレッドのボーイスカウト    | ----                             | The Good Scout                                           |
| 31             | --          | 136  | 牛になるのはモーごめん      | ----                             | Deep in the Heart of Texarock                            |
| 32             | --          | ???  | 不明                        | ----                             | 不明                                                     |
| 33             | --          | ???  | フレッドにまかせろ          | ----                             | 不明                                                     |
| 34             | --          | 139  | 体当たり アクション大スター |                                  | Fred Meets Hercurock                                     |
| 35             | 2           | 108  | 掘り出し物にはご用心        | キャンプは楽し                   | Cave Scout Jamboree                                      |
| 36             | 21          | 143  | ドッキリ！スターの家庭訪問  | 大スター・ストニー・カーチス     | The Return Of Stoney Curtis                              |
| 37             | 23          | 145  | サーカスを買ってみたけど    | サーカスは大変だ                 | Circus Business                                          |
| 38             | 24          | 146  | 奥様は魔女だったのです      | 奥様も魔女                       | Samantha                                                 |
| 39             | 32          | 147  | 宇宙の放浪者・ガズー博士    | 宇宙から来たガズー               | The Great Gazoo                                          |
| 40             | 26          | 149  | パイの王様バイキング        | フレッドとバーニーのスパイ大騒動 | The Gavelberry Pie King                                  |
| 41             | 25          | 150  | スリルもいいけど            | バイ・ビジネスも楽じゃない       | The Stonefinger Caper                                    |
| 42             | --          | 151  | 大騒ぎ!仮装パーティー       |                                  | The Masqurade Party                                      |
| 43             | 20          | 140  | 海はぼくらの友達            | サーフィン・コンテスト           | Surfin Fred                                              |
| 44             | ??          | ???  | 不明                        | ???                              | 不明                                                     |
| 45             | --          | 153  | バーニーはプリンスだった    | ----                             | Royal Rubble                                             |
| 46             | 29          | 154  | もしもボクが2人になったら   | コピーロボット大作戦             | Seeing Doubles                                           |
| 47             | 30          | 155  | 意地の張りっこほどほどに    | ああ結婚生活                     | How To Pick A Fight With Your Wife Without Really Trying |
| 48             | --          | ???  | ある日突然 大当り!          | ---                              |                                                          |
| 49             | --          | 159  | それ行け!ゴールドラッシュ   | ----                             | The Treasure of Sierra Madrock                           |
| 50             | ??          | ???  | 不明                        | 不明                             |                                                          |
| 51             | --          | 162  | ヨット遊びで日がくれて      | ----                             | Fred's Island                                            |
| ??             | 13          | 106  | 不明                        | 招かれざる客                     | The Bedrock Hillbillies                                  |
| ??             | 22          | 142  | 不明                        | フレッド、家を立てる             | House that Fred Built                                    |
| ??             | 31          | 152  | 不明                        | ヤバダバダンス・ゴー!            | Shinrock-A-GO-GO                                         |

### 日本コロムビア版
| ビデオタイトル                                | 収録内容                                                                | 発売日         | 規格品番  |
| --------------------------------------------- | ----------------------------------------------------------------------- | -------------- | --------- |
| 原始家族 やったぜ! テレビ・スター             | 不明                                                                    | 1990年4月21日  | HC-511    |
| 原始家族 めざせ!大リーガー                    | めざせ!大リーガー（Big League Freddie） 他は不明                        | 1990年4月21日  | HC-512    |
| 原始家族 吸血鬼ロッキュラとフランケンストーン | 吸血鬼ロッキュラとフランケンストーン                                    | 1990年7月21日  | HC-606    |
| 宇宙家族 バック・トゥ・ザ・原始家族           | 不明                                                                    | 1990年7月21日  | HC-607    |
| 原始家族 原始初?最新飛行機                    | 不明                                                                    | 1991年3月21日  | HC-786    |
| 原始家族 フリントストーンと呼ばれる男         | フリントストーンと呼ばれる男                                            | 1994年9月21日  | COVC-4409 |
| 原始家族 フリント・ストーンの発明図鑑         | 不明                                                                    | 1994年10月21日 | COVC-4417 |
| 原始家族 赤ちゃん奮闘記                       | 不明                                                                    | 1994年10月21日 | COVC4418  |
| 原始家族 バッファロー大会                     | おしゅうとめさんの訪問 バッファロー大会                                 | 1994年10月21日 | COVC-4419 |
| 原始家族 美人スター登場!                      | プレゼンター・アン・マークロック ストーニー・カーチスが帰ってきた       | 1994年10月21日 | COVC-4420 |
| 原始家族 メリークリスマス!!サンタクロース     | メリークリスマス!!サンタクロース（How The Flintstones Saved Christmas） | 1991年11月1日  | COVC-4060 |

## 長編作品（劇場版アニメ、OVA）
- 原始家族フリントストーン 吸血鬼ロッキュラとフランケンストーン（原題：The Flintstones Meet Rockula and Frankenstone）
- 原始家族フリントストーンのヤバ・ダバ・ドゥー（原題：I Yabba-Dabba Do!）
- 原始家族フリントストーンのクリスマスキャロル（原題：A Flintstones Christmas Carol）
- 原始家族フリントストーンのレッツ・ロカプルコ（原題：The Flintstones: On the Rocks）

## 実写版
- 映画『フリントストーン/モダン石器時代』（1994年）
- 映画『フリントストーン2/ビバ・ロック・ベガス』（2000年）

## コンピューターゲーム
- 『フリントストーン』（ファミリーコンピュータ、1992年、タイトー、アクションゲーム）
- 『フリントストーン』（メガドライブ、1993年、タイトー、アクションゲーム）
  - オーソドックスな横スクロールアクションゲームで、細かいアニメーションとキャラクターの動きの再現度からゲーム化作品としての評価は比較的高め[34]。
- 『フリントストーン トレジャー オブ シェラマッドロック』（スーパーファミコン、1994年、タイトー、アクションゲーム）